# Klis (prijevoj)
Klis je brdski/planinski prijevoj.
Nalazi se na spojištu brda Kozjaka i planine Mosora, na nadmorskoj visini od 360 m.
Na južnoj strani tog prijevoja se nalazi naselja koja tvore Klis, te se cestom dalje ide u Solin, Kaštela, Trogir i Split.
Sa sjeverne strane ovog prijevoja se nalazi Dugopolje.
Zbog iznimne strateške važnosti ovog prijevoja, na brdu poviše Klis-Varoši i Klis-Megdana je sagrađena kliška tvrđava.
Budući preko njega je izravna sveza unutarnjosti s jadranskim primorjem, izložen je snažnoj buri (vidi kliška bura).